# Hans Marchal
Hans Marchal (Langbroek, 1968) is een Nederlands politicus. Machal is sinds 29 maart 2023 lid van het algemeen bestuur van Hoogheemraadschap De Stichtse Rijnlanden. Daarvoor was hij van 1994 tot 2021 actief in de gemeentepolitiek als raadslid en wethouder. Hij was van 2014 tot 2021 namens de Protestant-Christelijke Groepering (PCG) wethouder in de gemeente Wijk bij Duurstede.

## Levensloop
Marchal kwam in 1994 de politiek in als wethouder als opvolger van zijn vader C.J. Marchal, die namens de PCG wethouder was in Langbroek. Naar eigen zeggen was hij op dat moment nog geen lid van de partij. Hij werd na de verkiezingen wethouder Financiën, Openbare Werken en Sport en was op dat moment de jongste wethouder van Nederland.
Tot de gemeentelijke herindeling van Wijk bij Duurstede, Langbroek en Cothen in 1996 was Marchal het gezicht van de PCG in zijn dorp Langbroek, daarna in Wijk bij Duurstede. Hij zou tot 2014 raadslid blijven voor die partij, daarna was hij tot 2021 wethouder in de gemeente.
Marchal was bij de waterschapsverkiezingen 2023 verkozen tot het algemeen bestuur van het Hoogheemraadschap De Stichtse Rijnlanden. Sinds 29 maart 2023 neemt hij daar zitting.